# Basilika St. Martin (Halle)

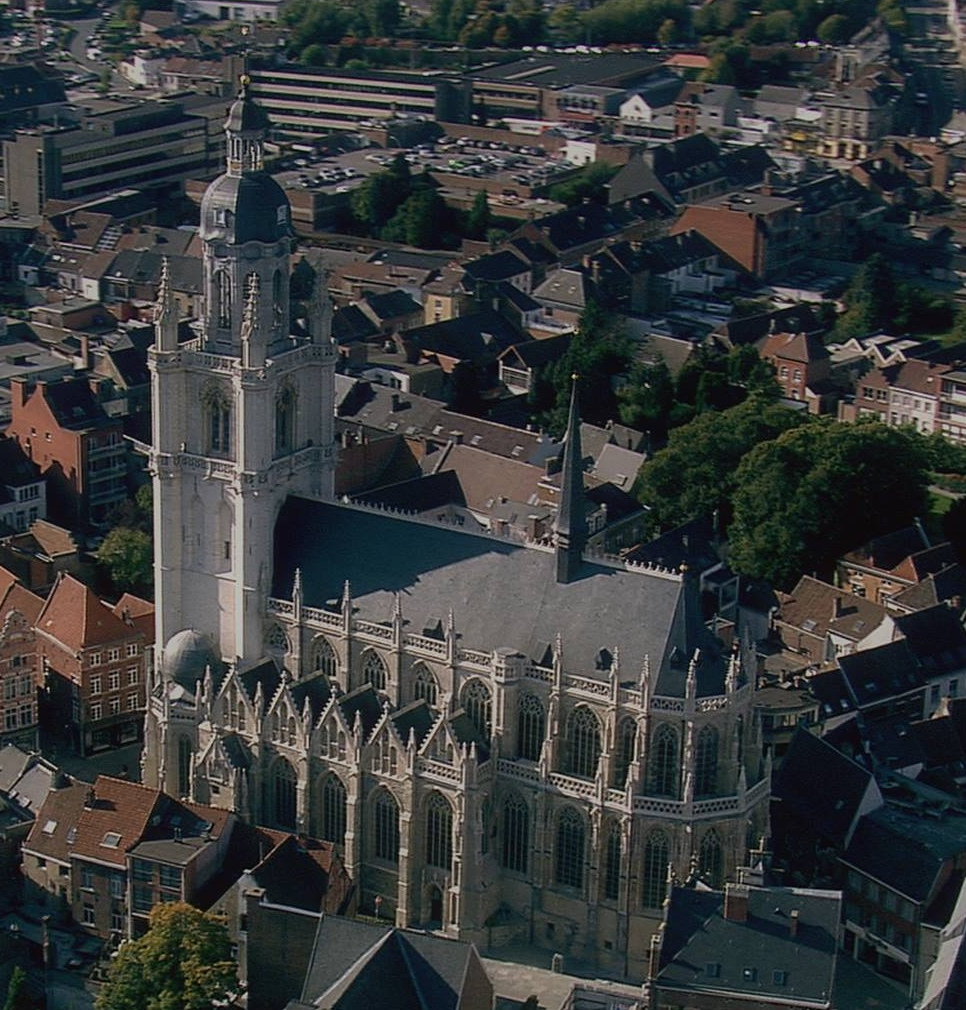
Luftaufnahme der Basilika

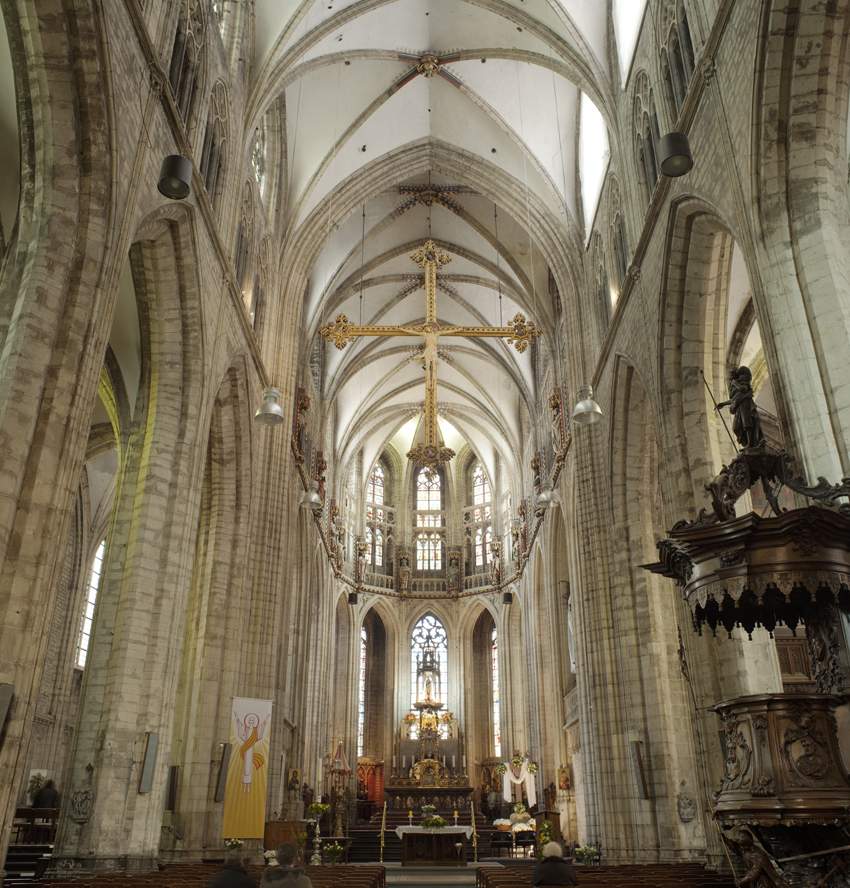
Chor der Basilika

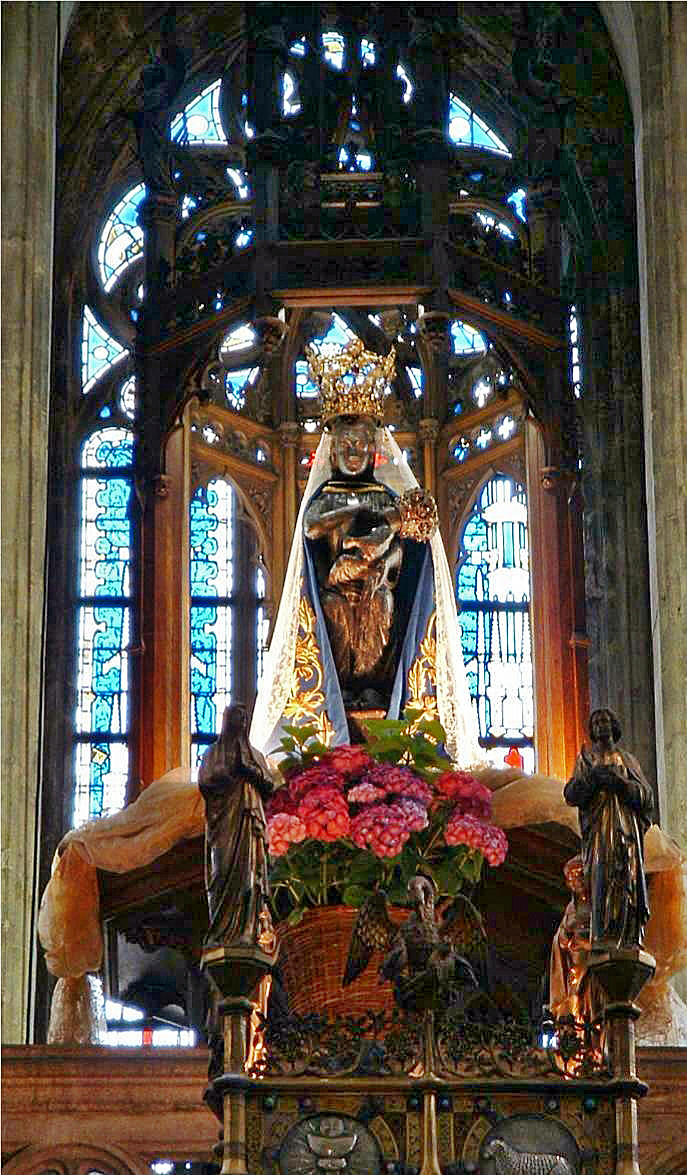
Marienstatue

Die Basilika St. Martin (niederländisch Sint-Martinusbasiliek) ist eine römisch-katholische Pfarr- und Wallfahrtskirche in Halle, Belgien. Die Kirche des Erzbistums Mecheln-Brüssel ist Martin von Tours gewidmet. Sie wurde 1933 zum Denkmal erklärt. Aufgrund der Bedeutung der Wallfahrt zur Statue Unserer Lieben Frau von Halle erhob Papst Pius XII. die Kirche 1946 den Rang einer Basilica minor. Seitdem ist sie auch als Basilika Unserer Lieben Frau von Halle bekannt.

## Geschichte
Zuerst gehörte die Pfarre zum Kapitel des Sainte-Waudru-Stifts in Mons. Im 12. Jahrhundert wurde Halle ein Dekanat des Bistums Cambria. Dokumente aus dem 12. Jahrhundert sprechen von einer Pfarrkirche, die St. Martin und St. Gertrud gewidmet ist. 
Bereits damals fand die Marienverehrung in der Region statt. Außergewöhnliche Ereignisse wären durch ihre Fürsprache entstanden. Im Jahr 1267 wird die Statue in Halle aufgestellt, die Herkunft ist unklar, sie soll ein Geschenk der heiligen Elisabeth von Thüringen gewesen sein. Die Holzschnitzerei ist 95 cm hoch und 25 cm breit. Im Jahr 1286 existierte eine reich ausgestattete Kapelle der Jungfrau Maria in der damaligen Kirche.
Das Marienheiligtum ist bereits so bekannt, dass eine Gruppe von 18 Bischöfen, die sich in Avignon versammelten, im Jahr 1335 den Besuchern und Wohltätern der Kapelle 40 Tage des Ablasses gewährte. Ein Verzeichnis der Bruderschaft Unserer Lieben Frau von Halle, das auch in der Krypta der Basilika aufbewahrt wird, enthält die Geschichte von 59 Wundern, die durch die Gnade der Jungfrau Maria erlangt wurden.
Die heutige Kirche wurde zwischen 1341 und 1467 errichtet, die Marienkapelle schon 1335, und bereits 1409 vom Erzbischof von Cambrai, Pierre d’Ailly, geweiht. 1438 wurde das Kollegstift mit einem Kanonissenkapitel angegliedert.

## Architektur
Die dreischiffige Basilika wurde im gotischen Stil errichtet. Der quadratische und massive Turm erhebt sich auf fünf Etagen und erreicht 71 Meter. Er bildet das Hauptportal und wird von fünf Türmen flankiert. Er gründet auf dem Turm der Vorgängerkirche, von der vermutlich auch die Marienstatue über dem Hauptportal stammt. Im Obergeschoss befindet sich das Carillon mit 54 Glocken. Zwei Portale ermöglichen an der Südseite den Zugang zum rechten Seitenschiff der Basilika. Ein Portal auf der Höhe des schwach ausgebildeten Querschiffs wird von einem Tympanon aus dem 14. Jahrhundert überdacht, das das Geheimnis der Krönung Marias im Himmel darstellt. Das große Südportal heißt Portal der Könige. Es beherbergt eine Reihe von Statuen aus dem späten vierzehnten Jahrhundert. Es gibt auch einen Madonnenstein aus dem vierzehnten Jahrhundert.
Die Kapelle von Trazegnies steht an der Nordseite der Basilika auf der Höhe der vierten Jochs. Sie wurde 1467 angebaut und beherbergt ein eindrucksvolles Altarbild im Stil der italienischen Renaissance von 1533, das in sieben Medaillons die Sakramente des christlichen Lebens darstellt.
Der Chor ist langgestreckt und hat zwei Ebenen, die erste mit zwei Jochen, die obere mit einem. An den Säulen des Chors sind die Statuen der zwölf Apostel angebracht. Eine Reihe von Glasfenstern beleuchten den Chorumgang: Sie zeigen marianische Mysterien und Bibelszenen. Eines der Fenster stellt das Leben von St. Martin dar.

## Krypta
Der Schatz der Basilika befindet sich in der Krypta und enthält schöne Goldschmiedearbeiten, die von Persönlichkeiten und bedeutenden Besuchern geschenkt wurden, so ein goldener Reliquienschrein von Ludwig XI. und eine Brüsseler Monstranz von Heinrich VIII.

## Stahlhuth-Orgel
Die Orgel der Martinsbasilika wurde 1887 von dem Orgelbauer Georg Stahlhuth erbaut. Das Instrument hat 39 Register auf drei Manualwerken und Pedal.
| I Grand Orgue |                   |         |
| 01.           | Montre            | 08'     |
| 02.           | Bourdon           | 16'     |
| 03.           | Bourdon           | 08'     |
| 04.           | Flûte harmonique  | 08'     |
| 05.           | Portunal          | 08'     |
| 06.           | Viole de Gambe    | 08'     |
| 07.           | Prestant          | 04'     |
| 08.           | Flûte octaviante  | 04'     |
| 09.           | Quinte octaviante | 02 ⁄3'  |
| 10.           | Octavin           | 02'     |
| 11.           | Tierce            | 01 3⁄5' |
| 12.           | Fourniture V      |         |
| 13.           | Basson            | 16'     |
| 14.           | Trompette         | 08'     |

| II Positiv |                  |     |
| 15.        | Bourdon agréable | 16' |
| 16.        | Bourdon          | 08' |
| 17.        | Geigenprincipal  | 08' |
| 18.        | Flûte harmonique | 08' |
| 19.        | Salicional       | 08' |
| 20.        | Flûte lointaine  | 08' |
| 21.        | Prestant         | 04' |
| 22.        | Flûte douce      | 04' |
| 23.        | Plein Jeu III    |     |
| 24.        | Hautbois         | 08' |

| III Fernwerk |             |     |
| 25.          | Zartgedackt | 08' |
| 26.          | Salicional  | 08' |
| 27.          | Fernflöte   | 08' |
| 28.          | Zartflöte   | 04' |
| 29.          | Flautin     | 02' |
| 30.          | Oboe        | 08' |

| Pédale |                   |         |
| 31.    | Contrebasse       | 16'     |
| 32.    | Soubasse          | 16'     |
| 33.    | Basse de Flûte    | 08'     |
| 34.    | Basse de Prestant | 08'     |
| 35.    | Quinte            | 05 1⁄3' |
| 36.    | Flûte             | 04'     |
| 37.    | Trombone          | 16'     |
| 38.    | Trompette         | 08'     |
| 39.    | Clairon           | 04'     |